# Schülerfahrkosten
Schülerfahrkosten sind die Kosten, die für die Beförderung von Schülern zur Schule und zurück notwendig entstehen.

## Gesetzliche Regelung
In nahezu allen Bundesländern existieren Regelungen, wonach die entstandenen Schülerfahrkosten dem Schüler erstattet werden. Einzig und allein das Land Baden-Württemberg sieht dies nicht vor, hier muss der Schüler bzw. dessen Eltern die Fahrkosten in jedem Fall selbst in voller Höhe tragen. In Berlin und Hamburg werden alle Schüler gratis befördert, unabhängig von der Entfernung zwischen Schule und Wohnsitz.
Schülerfahrkosten werden nur erstattet, wenn sie notwendig sind. Die Notwendigkeit richtet sich nach der Wegstrecke zwischen dem Wohnort des Schülers und der Schule.
| Land                | Primarstufe                   | Sekundarstufe I               | Sekundarstufe II              |
| ------------------- | ----------------------------- | ----------------------------- | ----------------------------- |
| Hessen              | 2 km                          | 3 km                          | –                             |
| Niedersachsen       | auf kommunaler Ebene geregelt | auf kommunaler Ebene geregelt | auf kommunaler Ebene geregelt |
| Nordrhein-Westfalen | 2 km                          | 3,5 km                        | 5 km                          |
| Rheinland-Pfalz     | 2 km                          | 4 km                          | 4 km                          |

## Landesrechtliche Regelungen

### Berlin
Die SPD Berlin beschloss auf ihrem Landesparteitag im November 2018, die Freifahrt für Kinder und Jugendliche bis 16 Jahren einzuführen. Die Koalitionspartner stimmten zu. Im Mai 2019 wurde bekannt, dass die konkrete Regelung jedem Schüler mit dem Berliner Schülerausweis I (d. h., allen Schülern von allgemeinbildenden Schulen sowie berufsbildenden Schulen mit Vollzeitunterricht, nicht jedoch Schülern im zweiten Bildungsweg) ohne Altersbegrenzung das kostenlose Schülerticket Berlin zubilligt. Schüler, die auf Schulen in Brandenburg gehen, jedoch in Berlin leben, erhalten das Ticket ebenfalls. Es gilt nur im Tarifbereich AB, also innerhalb der Berliner Stadtgrenzen. Ein Fahrrad kann kostenlos mitgenommen werden. Die Neuregelung trat zum 1. August 2019 in Kraft.

### Hamburg
Peter Tschentscher, Bürgermeister der Stadt Hamburg, kündigte im August 2019 an, im Laufe der nächsten Legislaturperiode (2020 bis 2025) den ÖPNV für Schüler schrittweise kostenlos zu machen. Dies solle im Herbst 2019 in das Programm der SPD Hamburg für die Bürgerschaftswahl in Hamburg 2020 aufgenommen werden. Dies wurde auch in den im Juni 2020 vereinbarten Koalitionsvertrag aufgenommen. Das Ticket wurde in Form eines kostenlosen Deutschlandtickets im September 2024 eingeführt. Schüler mit Anspruch auf Sozialrabatt erhalten bereits seit Mai 2023 das Deutschlandticket kostenlos.

### Hessen
Die Regelungen finden sich in § 161 des Hessischen Schulgesetzes. Kosten der Schülerbeförderung werden erstattet für:
- den Besuch der Primarstufe und der Sekundarstufe I
- wenn der Schüler die Sekundarstufe I nach der 9. Klasse verlässt, ein direkt anschließendes Berufsvorbereitungsjahr, Berufsgrundbildungsjahr oder den Besuch der Berufsschule oder Berufsfachschule bis zum Ende der Vollzeitschulpflicht

Erstattungsfähig sind nur die Kosten bis zur nächstgelegenen Schule bzw. bei Grundschulen die für den Wohnort des Schülers zuständige Grundschule. Hauptschulen bleiben bei der Betrachtung der nächstgelegenen Schule grundsätzlich außer Betracht.
Die Erstattung der Beförderungskosten wird nur auf Antrag vorgenommen. Zuständig ist der Schulträger.

### Niedersachsen
Nach § 114 des Niedersächsischen Schulgesetzes muss der Schulträger die Fahrtkosten übernehmen für den Besuch:
- des Schulkindergartens
- der Primarstufe und der Sekundarstufe I
- der Sekundarstufe II (nur geistig behinderte Kinder)
- der Berufseinstiegsschule
- des ersten Jahres der Berufsfachschule bei Hauptschülern

Erstattungsfähig sind nur die Kosten bis zur nächstgelegenen aufnahmefähigen Schule des gewählten Bildungsgangs. Ausnahmen gelten für bestimmte gesetzlich geregelte Tatbestände, die ausnahmsweise den Besuch einer anderen Schule erlauben (z. B. Besuch einer Halbtagsschule oder offenen Ganztagsschule anstelle einer gebundenen Ganztagsschule, Besuch einer bekenntnisfreien Schule im Land Oldenburg). Die Schule darf nicht in einem anderen Landkreis liegen, außer der Besuch einer Schule im Landkreis des Schülers wäre nur unter unzumutbaren Bedingungen möglich.

### Nordrhein-Westfalen
Kosten der Schülerbeförderung werden in Nordrhein-Westfalen den Schülerinnen und Schülern der allgemein bildenden Schulen erstattet. Das Nähere regelt die Schülerfahrkostenverordnung vom 16. April 2005 (BASS 11-04 Nr. 3.1; SchR 5.4/1).
Kostenpflichtig ist der Schulträger. Bietet dieser als Schülerverkehr auch Schülerzeitkarten zur sonstigen Nutzung des öffentlichen Nahverkehrs an, kann er einen von den Eltern zu tragenden Eigenanteil festsetzen.

### Rheinland-Pfalz
§ 69 des Schulgesetzes Rheinland-Pfalz regelt die Erstattung der Kosten der Schülerbeförderung.
Grundsätzlich werden die Kosten für den Besuch sämtlicher allgemeinbildender und berufsbildender Schulen erstattet. Ab der Sekundarstufe II sowie für den Besuch berufsbildender Schulen allgemein wird jedoch ein Eigenanteil verlangt, der sich nach den Einkommensverhältnissen des Schülers bzw. dessen Eltern richtet. Ursprünglich musste ein Eigenanteil auch für den Besuch der Sekundarstufe I in integrierten Gesamtschulen und Gymnasien (nicht jedoch in Realschulen plus) entrichtet werden, der Verfassungsgerichtshof Rheinland-Pfalz erklärte jedoch auf die Verfassungsbeschwerde eines betroffenen Vaters diese Regelung für mit der rheinland-pfälzischen Verfassung unvereinbar; sie wurde daraufhin aus dem Gesetz gestrichen.
Erstattungsfähig sind die Kosten bis zur nächstgelegenen Schule des gewählten Bildungsgangs (Realschule plus, IGS oder Gymnasium). Ausnahmsweise sind auch die Kosten für den Besuch einer weiter entfernten Schule erstattungsfähig, wenn diese eine andere erste Fremdsprache anbietet.
Am 2. April 2020 entschied der Europäische Gerichtshof auf eine Vorlage des Oberverwaltungsgerichts Rheinland-Pfalz, dass Grenzgängern aus dem Ausland, deren Kinder eine Schule in Rheinland-Pfalz besuchen, die Schülerfahrkosten nicht allein mit Verweis auf den Wohnsitz im Ausland verweigert werden darf, weil das gegen die Arbeitnehmerfreizügigkeit verstoße.